# Agrostis hygrometrica
Agrostis hygrometrica är en gräsart som beskrevs av Christian Gottfried Daniel Nees von Esenbeck. Agrostis hygrometrica ingår i släktet ven, och familjen gräs. Inga underarter finns listade i Catalogue of Life.